# Cattle Annie
Pour les articles homonymes, voir Annie.
Anna Emmaline McDoulet, plus connue sous le nom de Cattle Annie, (29 novembre 1882 – 7 novembre 1978) est une jeune hors-la-loi américaine dans l'Ouest américain, généralement associée à Jennie Stevenson, connue sous le nom de Little Britches (en). Leurs exploits sont en partie connus grâce au film Winchester et Jupons courts (1981) réalisé par Lamont Johnson avec Amanda Plummer dans le rôle de Cattle Annie.